# Rodrigo Badilla
Rodrigo Badilla (1957. június 22. –) Costa Rica-i nemzetközi labdarúgó-játékvezető.

## Pályafutása

### Nemzeti játékvezetés
A küldési gyakorlat szerint rendszeres partbírói, majd 4. bírói szolgálatot végzett. 1990-ben lett az I. Liga játékvezetője. A nemzeti játékvezetéstől 2002-ben vonult vissza.

### Nemzetközi játékvezetés
A Costa Rica-i labdarúgó-szövetség Játékvezető Bizottsága (JB) terjesztette fel nemzetközi játékvezetőnek, a Nemzetközi Labdarúgó-szövetség (FIFA) 1993-tól tartotta nyilván bírói keretében. A FIFA JB központi nyelvei közül a spanyolt beszéli. Több nemzetek közötti válogatott és klubmérkőzést vezetett, vagy működő társának 4. bíróként segített. A Costa Rica-i nemzetközi játékvezetők rangsorában, a világbajnokság-Amerika-bajnokság sorrendjében többedmagával az 1. helyet foglalja el 15 találkozó szolgálatával. 1998-ban a FIFA JB felfüggesztette nemzetközi jelvényének viselését, amit 2000-ben visszakapott. Végleges visszavonulása 2001-ben volt.

#### Labdarúgó-világbajnokság

##### U20-as labdarúgó-világbajnokság
Ausztrália rendezte a 9., az 1993-as ifjúsági labdarúgó-világbajnokságon a FIFA JB bíróként foglalkoztatta.

###### 1993-as ifjúsági labdarúgó-világbajnokság
| Időpont           | Helyszín                 | Mérkőzés típusa              | Mérkőzés               | Eredmény | Nézők száma |
| ----------------- | ------------------------ | ---------------------------- | ---------------------- | -------- | ----------- |
| 1993. március 8.  | Olimpiai Stadion, Sydney | csoportmérkőzés (A. csoport) | Ausztrália–Oroszország | 3 : 1    | 18 982      |
| 1993. március 13. | Olimpiai Stadion, Sydney | egyik negyeddöntő            | Oroszország–Ghána      | 0 : 3    | 16 710      |

---
A világbajnoki döntőhöz vezető úton Amerikai Egyesült Államokba a XV., az 1994-es labdarúgó-világbajnokságra, Franciaországba a XVI., az 1998-as labdarúgó-világbajnokságra valamint Dél-Koreába és Japánba a XVII., a 2002-es labdarúgó-világbajnokságra a FIFA JB játékvezetőként alkalmazta. Selejtező mérkőzéseket a CONCACAF, a CONMEBOL, valamint az AFC zónákban vezetett. Világbajnokságon vezetett mérkőzéseinek száma: 3.

##### 1994-es labdarúgó-világbajnokság

###### Világbajnoki mérkőzés
| Időpont          | Helyszín                       | Mérkőzés típusa              | Mérkőzés              | Eredmény | Nézők száma |
| ---------------- | ------------------------------ | ---------------------------- | --------------------- | -------- | ----------- |
| 1994. június 21. | Cotton Bowl Stadion, Dallas    | csoportmérkőzés (D. csoport) | Nigéria–Bulgária      | 3 : 0    | 44 000      |
| 1994. június 27. | Soldier Field Stadion, Chicago | csoportmérkőzés (C. csoport) | Spanyolország–Bolívia | 1 : 3    | 63 000      |
| 1994. július 9.  | Cotton Bowl Stadion, Dallas    | egyik negyeddöntő            | Hollandia–Brazília    | 2 : 3    | 64 000      |

##### 1998-as labdarúgó-világbajnokság

###### Selejtező mérkőzés
| Időpont             | Helyszín                          | Mérkőzés típusa | Mérkőzés                                 | Eredmény | Nézők száma |
| ------------------- | --------------------------------- | --------------- | ---------------------------------------- | -------- | ----------- |
| 1996. június 23.    | Központi Stadion, Port of Spain   | CONCACAF zóna   | Trinidad és Tobago–Dominikai Köztársaság | 8 : 0    |             |
| 1996. november 6.   | Központi Stadion, Mexikóváros     | CONCACAF zóna   | Mexikó–Honduras                          | 3 : 1    |             |
| 1997. augusztus 20. | Olímpico Atahualpa Stadion, Quito | CONMEBOL zóna   | Ecuador–Paraguay                         | 2 : 1    |             |
| 1997. október 26.   | Központi Stadion, Tokió           | AFC zóna        | Japán–Egyesült Arab Emírségek            | 1 : 1    |             |

##### 2002-es labdarúgó-világbajnokság

###### Selejtező mérkőzés
| Időpont           | Helyszín                               | Mérkőzés típusa | Mérkőzés              | Eredmény | Nézők száma |
| ----------------- | -------------------------------------- | --------------- | --------------------- | -------- | ----------- |
| 2000. május 7.    | Cuscatlán Stadion, San Salvador        | CONCACAF zóna   | El Salvador–Guatemala | 1 : 1    | 40 000      |
| 2001. június 2.   | Defensores del Chaco Stadion, Asunción | CONMEBOL zóna   | Paraguay–Chile        | 1 : 0    | 35 000      |
| 2001. október 19. | Pakhtakor Markaziy Stadion, Taskent    | AFC zóna        | Üzbegisztán–Kína      | 1 : 0    | 15 000      |

#### Copa América
Bolívia rendezte a 38, .az 1997-es Copa América tornát, ahol a Dél-amerikai Labdarúgó-szövetség (CONMEBOL) JB bírói szolgálattal bízta meg.

##### Copa América mérkőzés
| Időpont          | Helyszín                                        | Mérkőzés típusa              | Mérkőzés      | Eredmény | Nézők száma |
| ---------------- | ----------------------------------------------- | ---------------------------- | ------------- | -------- | ----------- |
| 1997. június 15. | Hernando Siles Stadion, La Paz                  | csoportmérkőzés (B. csoport) | Bolívia–Peru  | 2 : 0    | 40 000      |
| 1997. június 26. | Ramón Aguilera Stadion, Santa Cruz de la Sierra | egyik elődöntő               | Peru–Brazília | 0 : 7    | 20 000      |

#### CONCACAF-aranykupa
Amerika és Mexikó a 3., az 1993-as CONCACAF-aranykupa, valamint az Amerikai Egyesült Államok a 4., az 1998-as CONCACAF-aranykupa labdarúgó tornát rendezte, ahol a  CONCACAF JB bíróként alkalmazta.

##### 1993-as CONCACAF-aranykupa

###### CONCACAF-aranykupa mérkőzés
| Időpont          | Helyszín                    | Mérkőzés típusa              | Mérkőzés        | Eredmény | Nézők száma |
| ---------------- | --------------------------- | ---------------------------- | --------------- | -------- | ----------- |
| 1993. július 10. | Cotton Bowl Stadion, Dallas | csoportmérkőzés (A. csoport) | Honduras–Panama | 5 : 1    | 11 642      |

##### 1998-as CONCACAF-aranykupa

###### CONCACAF-aranykupa mérkőzés
| Időpont           | Helyszín                      | Mérkőzés típusa              | Mérkőzés          | Eredmény | Nézők száma |
| ----------------- | ----------------------------- | ---------------------------- | ----------------- | -------- | ----------- |
| 1998. február 8.  | Memorial Stadion, Los Angeles | csoportmérkőzés (A. csoport) | Brazília–Salvador | 4 : 0    | 55 027      |
| 1998. február 12. | Memorial Stadion, Los Angeles | egyik elődöntő               | Mexikó–Jamaica    | 1 : 0    | 45 507      |

#### Konföderációs kupa
Szaúd-Arábiába az első, az 1992-es konföderációs kupára illetve a második az 1995-ös konföderációs kupára a FIFA JB játékvezetői feladattal foglalkoztatta.

##### 1992-es konföderációs kupa
| Időpont           | Helyszín                       | Mérkőzés típusa | Mérkőzés                          | Eredmény | Nézők száma |
| ----------------- | ------------------------------ | --------------- | --------------------------------- | -------- | ----------- |
| 1992. október 19. | II. Fahd király Stadion, Rijád | bronztalálkozó  | Egyesült Államok–Elefántcsontpart | 5 : 2    | 9 500       |

##### 1995-ös konföderációs kupa
| Időpont         | Helyszín                       | Mérkőzés típusa              | Mérkőzés        | Eredmény | Nézők száma |
| --------------- | ------------------------------ | ---------------------------- | --------------- | -------- | ----------- |
| 1995. január 8. | II. Fahd király Stadion, Rijád | csoportmérkőzés (B. csoport) | Japán–Argentína | 1 : 5    | 10 000      |